# Tinglev
Tinglev (tyska: Tingleff) är en tätort i Åbenrå kommun i Region Syddanmark i Danmark. Tätorten har 2 783 invånare (2024). Den ligger på Jylland, cirka 16,5 kilometer sydväst om Åbenrå.
Mellan 1970 och 2006 var Tinglev centralort i Tinglevs kommun där även orterna Bolderslev, Bylderup-Bov, Ravsted, Rens och Uge ingick. Vid kommunreformen 2007 blev kommunen sammanslagen med fyra andra kommuner till en storkommun, Åbenrå kommun.

## Kommunikationer
Tinglev är en järnvägsknut. Järnvägsstationen ligger på linjen Fredericia–Flensburg. Det går också järnvägstrafik till Sønderborg. Linjen till Tønder lades ned för persontrafik 1974 och för godstrafik 2004. Tinglev ligger vid motorvägen E45.